# Зайчук Борис Олександрович
Бори́с Олекса́ндрович Зайчу́к (27 серпня 1949, Старокостянтинів, Хмельницька область — 9 жовтня 2023) — український педагог, політолог, економіст, дипломат. Голова правління Пенсійного фонду України, член Координаційної ради з питань внутрішньої політики, член Політради НДП, член наглядової ради відкритого акціонерного товариства «Державний ощадний банк України», Надзвичайний і Повноважний Посол України в Чехії (2012—2016). Заслужений працівник соціальної сфери України.

## Біографія
Народився 27 серпня 1949 року у місті Старокостянтинів Хмельницької області. З вересня 1966 року по липень 1967 року працював слюсарем ремонтно-будівельного управління Жовтневого району м. Київ
У 1971 році закінчив Київський державний педагогічний інститут ім. М.О.Горького за спеціальністю «Українська мова та література». Після закінчення навчання працював вчителем Білогородської середньої школи Києво-Святошинського району Київської області.
1972-1973 — проходив строкову військову службу.
У 1974-1986 роках — директор Бобрицької, Гореницької, Білогородської середніх шкіл Києво-Святошинського району Київської області.
З лютого 1986 року по травень 1992 року — заступник голови виконкому Києво-Святошинського районної ради Київської області.
У 1991 році закінчив Київський інститут політології та соціального управління за спеціальністю «політолог, викладач соціально-політичних дисциплін».
З травня 1992 року по вересень 1993 року — заступник голови Києво-Святошинського райдержадміністрації Київської області.
З вересня 1993 року — заступник голови правління Пенсійного фонду України.
З 6 січня 1996 року по січень 2008 року — голова правління Пенсійного фонду України.
З вересня 1998 року — член Координаційної ради з питань внутрішньої політики.
У 2000 році закінчив Київський національний торговельно-економічний університет (КНТЕУ) за спеціальністю «Фінанси», кваліфікація — економісти-фінансист. Захистив кандидатську дисертацію «Організаційно-економічний механізм побудови в Україні трирівневої системи пенсійного забезпечення» (Науково-дослідний економічний інститут Міністерства економіки та з питань європейської інтеграції України, 2002).
З січня 2008 року по серпень 2009 року — заступник секретаря Ради національної безпеки і оборони України.
З вересня 2009 року по березень 2010 року — Надзвичайний і Повноважний Посол України в Республіці Хорватія.
З березня 2010 року — 1 листопада 2012 — голова правління Пенсійного фонду України.
З 1 листопада 2012 по 19 серпня 2016 — Надзвичайний і Повноважний Посол України в Чеській Республіці.
Причиною звільнення Зайчука з посади посла України в Чехії була його заангажованість у скандалі, коли він намагався визволити з в'язниці ліванця Алі Фаяда, звинуваченого в нелегальній торгівлі зброєю та співпраці з терористами. Фаяда вистежили американські спецслужби, і він був ув'язнений у Чехії. Проте весною 2016 року чеський суд відмовив Штатам у екстрадиції Файада. Невдовзі ліванця повернули на батьківщину в обмін на заручників із Чехії.
Алі Файяд був радником скандального міністра оборони України та екс-голови «Укрспецекспорту» Дмитра Саламатіна, який займав ці посади, залишаючись громадянином РФ.
Помер 9 жовтня 2023 року.

## Дипломатичний ранг
- Надзвичайний і Повноважний Посол[8].

## Сім'я
Дружина Людмила Петрівна (1950) — вчитель; дочки Світлана (1975) і Олена (1977).
Старша сестра Ліщук Віра Олександрівна (1942).
Брат-близнюк Валентин — український політичний і освітній діяч, дипломат, колишній міністр освіти України.

## Нагороди та відзнаки
Має 1 ранг державного службовця. Удостоєний почесного звання «Заслужений працівник соціальної сфери України». Нагороджений орденами «За заслуги» III ступеня (1998) та князя Ярослава Мудрого V, IV ступенів, Почесною грамотою Кабінету Міністрів України.